# Regione Tre Valli
La Regione Tre Valli indica una regione geografica della parte centro-settentrionale del Canton Ticino, in Svizzera. 
È definita a livello statistico (USTAT) dai tre distretti di Blenio, Leventina, Riviera, con la denominazione Tre Valli Ambrosiane si includono inoltre alcune località di quello di Bellinzona.
Confina con il Distretto di Bellinzona a sud, con il Distretto di Locarno e il Distretto di Vallemaggia a sud-ovest, con l’Italia (Provincia del Verbano-Cusio-Ossola in Piemonte) e il Canton Vallese (Distretto di Goms) a ovest, con il Canton Uri a nord e con il Canton Grigioni (la Regione Surselva a nord e la Regione Moesa a est). Non ha un capoluogo definito ma un comune polo in Biasca.

## Geografia fisica
La Regione Tre Valli con circa 962,3 Km2 e circa 25'320 abitanti è la prima per superficie ma anche la meno popolata del Canton Ticino.
La massima elevazione della regione, nonché del Canton Ticino, è l’Adula (3'402 m s.l.m.). Altre cime importanti sono il Grauhorn (3'260 m s.l.m.) e il Vogelberg (3'218 m s.l.m.). Tutte e tre nel Distretto di Blenio. Di grande valore nazionale e internazionale il Massiccio del San Gottardo.
Il fiume principale è il Ticino che percorre il Distretto di Leventina e il Distretto di Riviera. Tra i suoi vari affluenti, degno di nota è il Brenno, proveniente dalla valle di Blenio, che si getta nel Ticino in territorio di Biasca.

## Storia

### Tre Valli ambrosiane
La denominazione Tre Valli ambrosiane indica l'area geografica che occupano i distretti ticinesi di Blenio, Leventina e Riviera con l'aggiunta di quattro altre località: Claro, Moleno, Preonzo e Gnosca. Queste essendo quartieri di Bellinzona ed ex-comuni autonomi sono sotto la giurisdizione del distretto di Bellinzona.
Il territorio è un'enclave di rito ambrosiano assieme a Tesserete e Brissago nella diocesi ticinese che, nel resto del Ticino, è di rito romano.
Queste valli appartenevano in epoca longobarda al contado di Stazzona. Attorno al 948 il vescovo Attone da Vercelli cedette le valli ai Canonici ordinari di Sant'Ambrogio di Milano. Anche se politicamente, in parte all'inizio del XV e definitivamente nel 1478, con la battaglia dei Sassi Grossi a Giornico, passò sotto controllo dei Confederati, ecclesiasticamente rimase sempre legata alla diocesi di Milano.  Ancora oggi, in queste regioni, i cattolici celebrano la messa con il rito ambrosiano, pur non appartenendo più alla diocesi di Milano, ma a quella di Lugano.
Le ragioni dell'esistenza di queste enclavi della diocesi di Milano nell'allora territorio della diocesi di Como sono ancora controverse: molti studiosi contestano infatti il ruolo avuto nel disegnare i confini diocesani dalla donazione di Attone, se non addirittura sostengono la falsità di tale atto. C'è comunque da dire che, fino al 1002, anche la pieve di Bellinzona (confinante con le Tre Valli Ambrosiane) e la pieve di Locarno (adiacente a quella di Bellinzona) appartennero alla Diocesi di Milano, che fino al 1817 ebbe giurisdizione anche su tutte le odierne parrocchie italiane situate lungo la costa ovest dell'alto Verbano (la cui sponda est soggiace ancora oggi alla diocesi milanese).

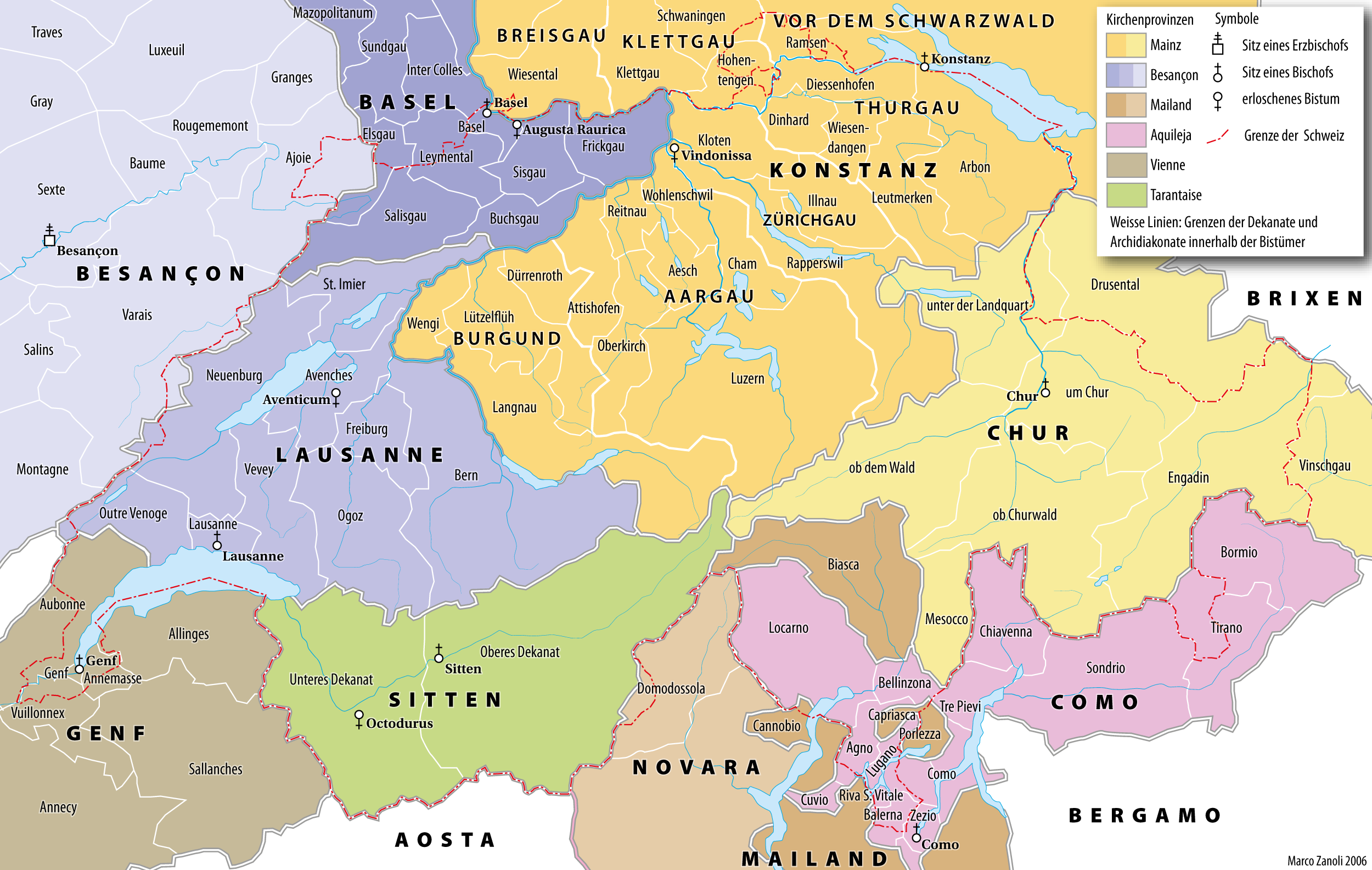
Le diocesi cattoliche della Svizzera attorno al 1300

### Stemma dei tre distretti

Stemma Distretto di Blenio

Stemma Distretto di Leventina

Stemma Distretto di Riviera

## Amministrazione

### Servizi regionali
Trattandosi di una entità sovradistrettuale, non si avvale di un'amministrazione unica per la regione. Molti servizi infatti sono divisi per distretti come accade nel resto del Canton Ticino, ad esempio la Pretura.
Tra i servizi di ampiezza regionale troviamo la Polizia Tre Valli (Biasca), il servizio di ambulanza Tre Valli Soccorso, l’Autorità Regionale di Protezione (ARP), la Protezione Civile Tre Valli, l’Ufficio Tassazione Biasca, l’Ufficio Regionale di Collocamento (URC Biasca), il servizio di assistenza e cura a domicilio SPITEX Tre Valli e la Commissione Regionale dei Trasporti, con il relativo piano trasporti PTRTV.

### Lista dei comuni
Nella tabella successiva, l’elenco dei comuni appartenenti alla Regione Tre Valli secondo una classificazione per numero di abitanti.
| Regione Tre Valli | Regione Tre Valli | Regione Tre Valli | Regione Tre Valli      | Regione Tre Valli | Regione Tre Valli |
| Posizione         | Stemma            | Nome del comune   | Distretto              | Abitanti          | Superficie in km² |
| ----------------- | ----------------- | ----------------- | ---------------------- | ----------------- | ----------------- |
| 1                 | Biasca            | Biasca            | Distretto di Riviera   | 6 222             | 59,1              |
| 2                 | Riviera           | Riviera           | Distretto di Riviera   | 4 132             | 86,2              |
| 3                 | Faido             | Faido             | Distretto di Leventina | 2 908             | 132,7             |
| 4                 | Serravalle        | Serravalle        | Distretto di Blenio    | 2 075             | 96,9              |
| 5                 | Acquarossa        | Acquarossa        | Distretto di Blenio    | 1 856             | 61,6              |
| 6                 | Blenio            | Blenio            | Distretto di Blenio    | 1 816             | 202,1             |
| 7                 | Airolo            | Airolo            | Distretto di Leventina | 1 576             | 94,4              |
| 8                 | Quinto            | Quinto            | Distretto di Leventina | 1 051             | 75,2              |
| 9                 | Bodio             | Bodio             | Distretto di Leventina | 1 037             | 6,4               |
| 10                | Giornico          | Giornico          | Distretto di Leventina | 879               | 19,5              |
| 11                | Pollegio          | Pollegio          | Distretto di Leventina | 741               | 5,9               |
| 12                | Prato Leventina   | Prato Leventina   | Distretto di Leventina | 423               | 16,9              |
| 13                | Personico         | Personico         | Distretto di Leventina | 344               | 39,0              |
| 14                | Dalpe             | Dalpe             | Distretto di Leventina | 198               | 14,5              |
| 15                | Bedretto          | Bedretto          | Distretto di Leventina | 108               | 75,2              |